# Jonas Eliasson

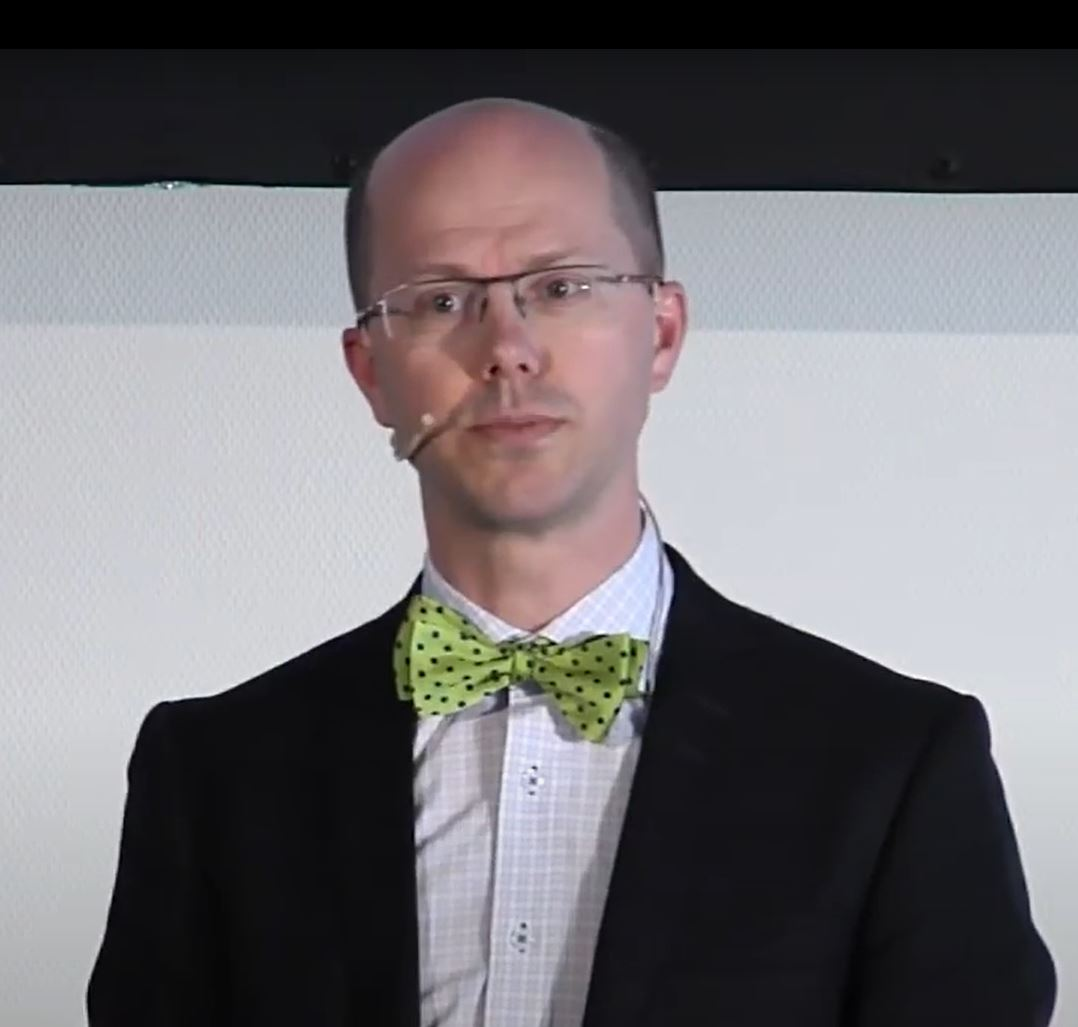

Jonas Eliasson, född 3 februari 1969, är sedan 1 november 2019 Trafikverkets måldirektör för det transportpolitiska funktionsmålet tillgänglighet. Han var tidigare trafikdirektör i Stockholms stad (från och med mars 2016) och professor i transportsystemanalys (från och med 2007, sedan mars 2016 på deltid) på Kungliga Tekniska högskolan (KTH) i Stockholm. Han var tidigare (2007–2015) också föreståndare för Centrum för Transportstudier (CTS) vid KTH.
Eliasson har varit aktiv i diskussionen om trafikplanering i flera storstäder, såsom Stockholm och Göteborg. I synnerhet har han varit aktiv som expert och debattör i frågor som rör trängselskatt och samhällsekonomiska analyser. 
Han har bland annat varit ordförande för expertgruppen som granskade och sammanfattade utvärderingsresultatet från Stockholmsförsöket med trängselavgifter, och har lett arbetet med samhällsekonomiska analyser och prognoser i den statliga transportinvesteringsplaneringen . 
Han invaldes 2009 som ledamot av Ingenjörsvetenskapsakademien.
Eliassons forskning har bland annat handlat om samhällsekonomisk analys av transportsystemet, värdering av restid och förseningar, cykling och trängselavgifter.
Jonas Eliasson är son till förre riksmarskalken, landshövdingen, ministern och politikern Ingemar Eliasson (FP).